# Cirkovirové infekce ptáků
Cirkoviry představují nejmenší doposud známé virusy živočichů. Jsou to neobalené virusy průměrné velikosti 14-25 nm. Obsahují cirkulární jednovláknovou DNA. Jsou zařazovány do nově ustanovené čeledě Circoviridae (dříve Circodnaviridae nebo Diminuviridae), která obsahuje 2 rody – Gyrovirus  a Circovirus. Nejzávažnější jsou cirkovirové infekce u kura domácího (infekční anémie kuřat), papoušků (cirkoviróza papoušků) a holubů. U husí a kachen způsobují zakrslost, poruchy v opeření a zvýšenou mortalitu. Přítomnost cirkovirů byla také laboratorně prokázána u bažantů, hrdliček, pštrosů, kanárů, racků a zebřiček. Pravděpodobnost obecného rozšíření u ptáků je velmi vysoká. Všechny cirkovirusy poškozují lymforetikulární tkáň a způsobují imunosupresi. Snížená imunita usnadňuje vznik dalších, sekundárních infekcí, které jsou pak hlavní příčinou úhynu ptáků.
Cirkoviróza holubů je závažné onemocnění mladých holubů ve věku 2 měsíce až 1 rok. Onemocnění bylo poprvé zjištěno v chovu závodních holubů v Kalifornii (1990). Holubi jsou zakrslí, špatně rostou, u závodních holubů dochází ke zhoršení výkonnosti. Vážným problémem je nedostatečná chráněnost po vakcinaci. Nemoc se projevuje zejména netečností, nechutenstvím, dilatací volete, zvracením, průjmem, dýchacími potížemi, zvýšeným množstvím moči v trusu (polyurie). Holubi mohou v těžších případech uhynout do tří až čtyř dnů po výskytu prvních klinických příznaků. Mortalita u mladých holubů může dosáhnou až 100 %. K přenosu infekce dochází kontaktem s infikovanými holuby.
Cirkoviróza kanárů (angl. „black spot“) představuje fatální onemocnění mláďat ve věku 10-20 dní. Projevuje se zvětšením objemem dutiny tělní a prosvítáním silně naplněného žlučového měchýře přes stěnu břišní.